# Sol Zanetti

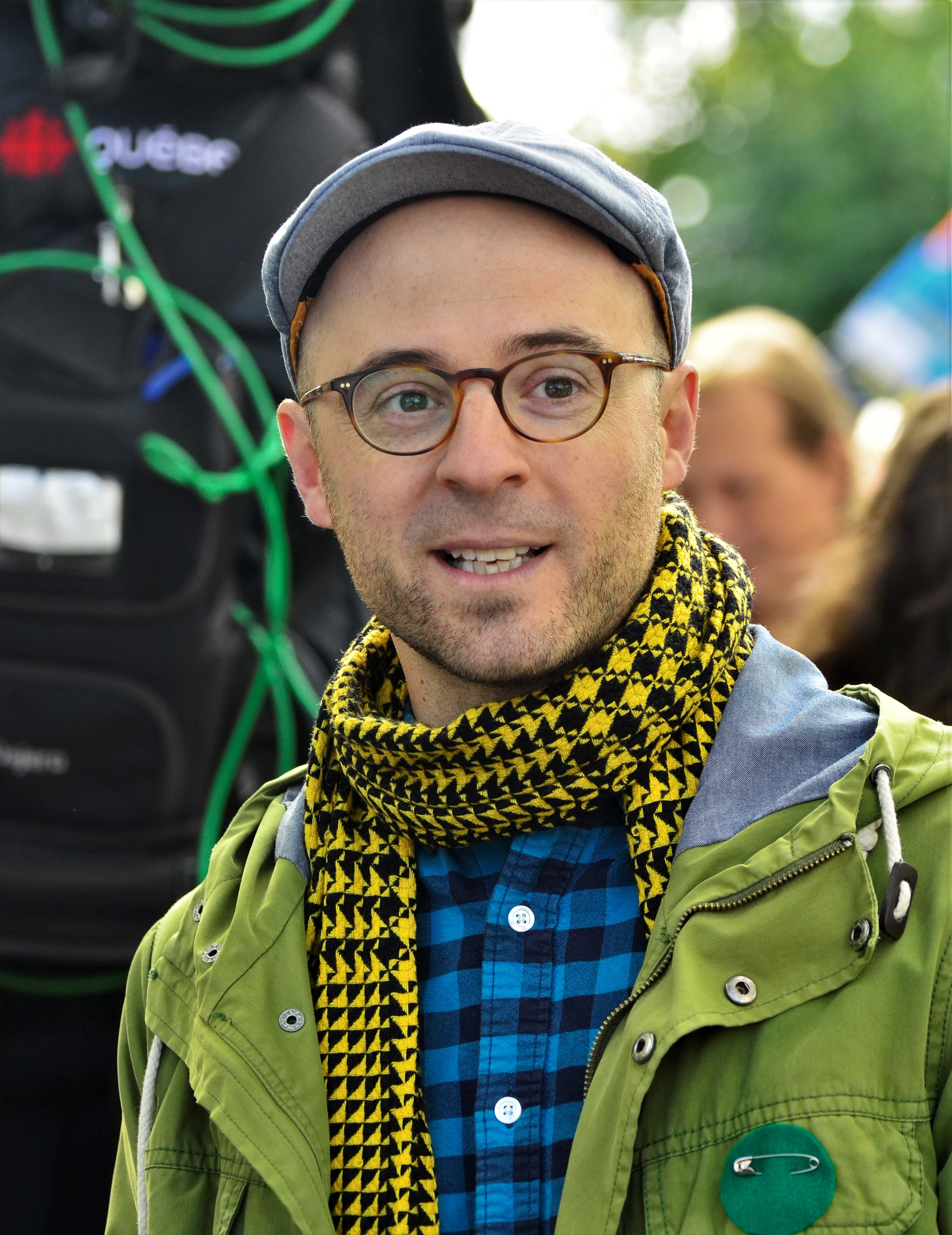
Sol Zanetti (2019)

Sol Zanetti (* 11. August 1982 in Québec (Stadt), Québec) ist ein kanadischer demokratischer sozialistischer Politiker. Seit 2018 ist er Abgeordneter der Nationalversammlung von Québec für den Wahlkreis Jean-Lesage, als Mitglied von Québec solidaire. Zwischen 2013 und 2018 war er Vorsitzender der politischen Partei Option Nationale. 

## Leben und Karriere
Zanetti wurde 1982 in Sainte-Foy, einem Viertel von Québec (Stadt), geboren. Er ist italienischer und französisch-kanadischer Abstammung. Er erhielt einen Bachelor-Abschluss und einen Master-Abschluss in Philosophie von der Universität Laval. Nach seinem Abschluss arbeitete er fünf Jahre lang in einer psychiatrischen Klinik. 2007 wurde er als Philosophielehrer an einem College, Campus Notre-Dame-de-Foy, eingestellt. 
2012 nahm Zanetti an der Studentenproteste in Québec 2012 als Teil einer Gruppe von Professoren und Lehrern teil, die sich gegen Studiengebührenerhöhungen aussprachen.
Im Februar 2012 wurde er Mitglied der souveränistischen politischen Partei Option Nationale. Bei der Provinzwahl in Québec im September 2012 war er Kandidat der Option Nationale im Wahlkreis Louis-Hébert. Er erhielt nur 1,86 Prozent der Stimmen und wurde Fünfter. Optionale Nationale hat keine Mandate gewonnen. Am 13. Juni 2013 trat der Vorsitzende von Option Nationale, Jean-Martin Aussant, zurück. Zanetti wurde ein Kandidat für den Parteivorsitzenden. Am 26. Oktober 2013 erhielt Zanetti 67,4 Prozent der Stimmen der Parteimitglieder und besiegte den Musiker Nic Payne, um Vorsitzender von Option Nationale zu werden. Zanetti führte die Partei in die Provinzwahl 2014. Er war Kandidat im Wahlkreis Jean-Lesage. Er erhielt 2,5 Prozent der Stimmen und wurde Fünfter. Im September 2014 veröffentlichte Zanetti ein Video auf YouTube, in dem die Wähler ermutigt wurden, beim Referendum über die Unabhängigkeit Schottlands 2014 mit Ja zu stimmen. Zanetti war 2015 Kandidat der Partei bei zwei Nachwahlen. Bei beiden Nachwahlen erhielt er weniger als 3 Prozent der Stimmen. Im Juni 2017 nahm Option Nationale Fusionsverhandlungen mit Québec solidaire auf. Im Dezember 2017 stimmten die Mitglieder beider Parteien für die Fusion. Zanetti war Kandidat von Québec solidare im Wahlkreis Jean-Lesage bei der Provinzwahl 2018. Er wurde erfolgreich gewählt. Die Wahl 2018 war ein Durchbruch für Québec solidaire; die Partei verdoppelte ihre Stimmen und erhöhte ihre Mandate von drei auf zehn. 2022 wurde er wiedergewählt. Als Abgeordneter der Nationalversammlung von Quebec hat sich Zanetti für Umweltfragen eingesetzt. Insbesondere hat er für eine bessere städtische Luftqualität gekämpft und sich gegen Investitionen in der Mineralölindustrie ausgesprochen.